# Manui
Manui (en francés: Ile Manui) es un pequeño islote que pertenece al archipiélago conocido como las Islas Gambier en la Polinesia Francesa. La isla se encuentra deshabitada, a unos 1649 kilómetros al sureste de la capital la ciudad de Papeete, que posee una superficie de 0,1 kilómetros cuadrados, el punto más alto alcanza los 54 m sobre el nivel del mar.